# Саэнс Пенья (станция метро)
«Саэнс Пенья» (исп. Sáenz Peña) — станция Линии A метрополитена Буэнос-Айреса. Станция расположена между станциями Лима и Конгресо. Это последняя станция линии Линии A на проспекте Авенида де Майо.

## Местоположение
Станция расположена на проспекте Авенида де Майо, на её пересечении с улицей Саенс Пенья, в районе Монсеррат. Здесь проспект Авенида де Майо, сливается с улицей Авенида Ривадавия.

## Городские достопримечательности
Среди других:
- Паласио Бароло
- Площадь Конгресса
- Центральный отдел полиции
- Национальная лотерея.

## История
Эта станция принадлежала к первой части линии открытой 1 декабря 1913 года связывая станции  Пласа Мисерере и Площадь Мая.
Его название в честь президента Луиса Саенс Пенья, который был президентом страны между 12 октября 1892 и 23 января 1895.
В 1997 году эта станция была объявлена национальным историческим памятником.
Станция была модернизирована в период между 2007 и 2008, сохраняя оригинальный дизайн. Среди ремонтных работ можно выделить замену керамических стен, высоту пола, кроме того, дает наклон в канализацию и добавления нового эскалатора.

## Галерея

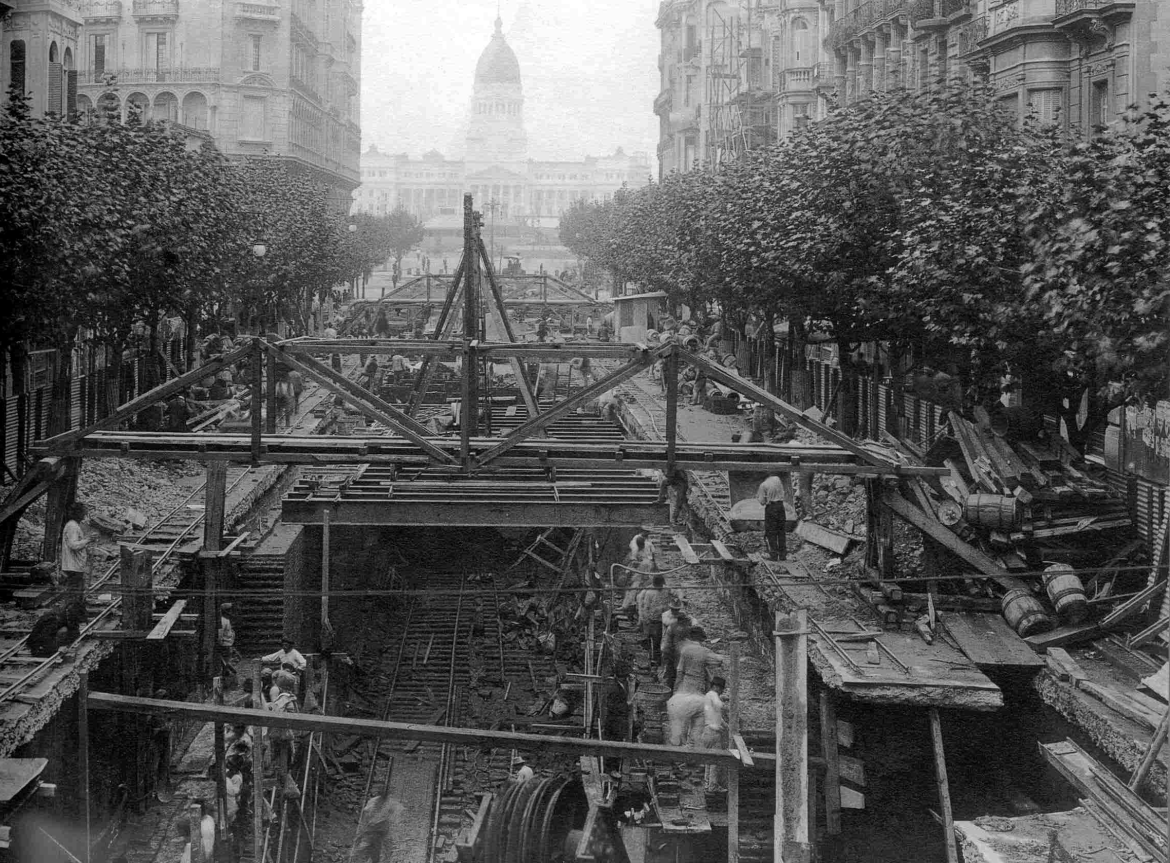
Строительство (1912)
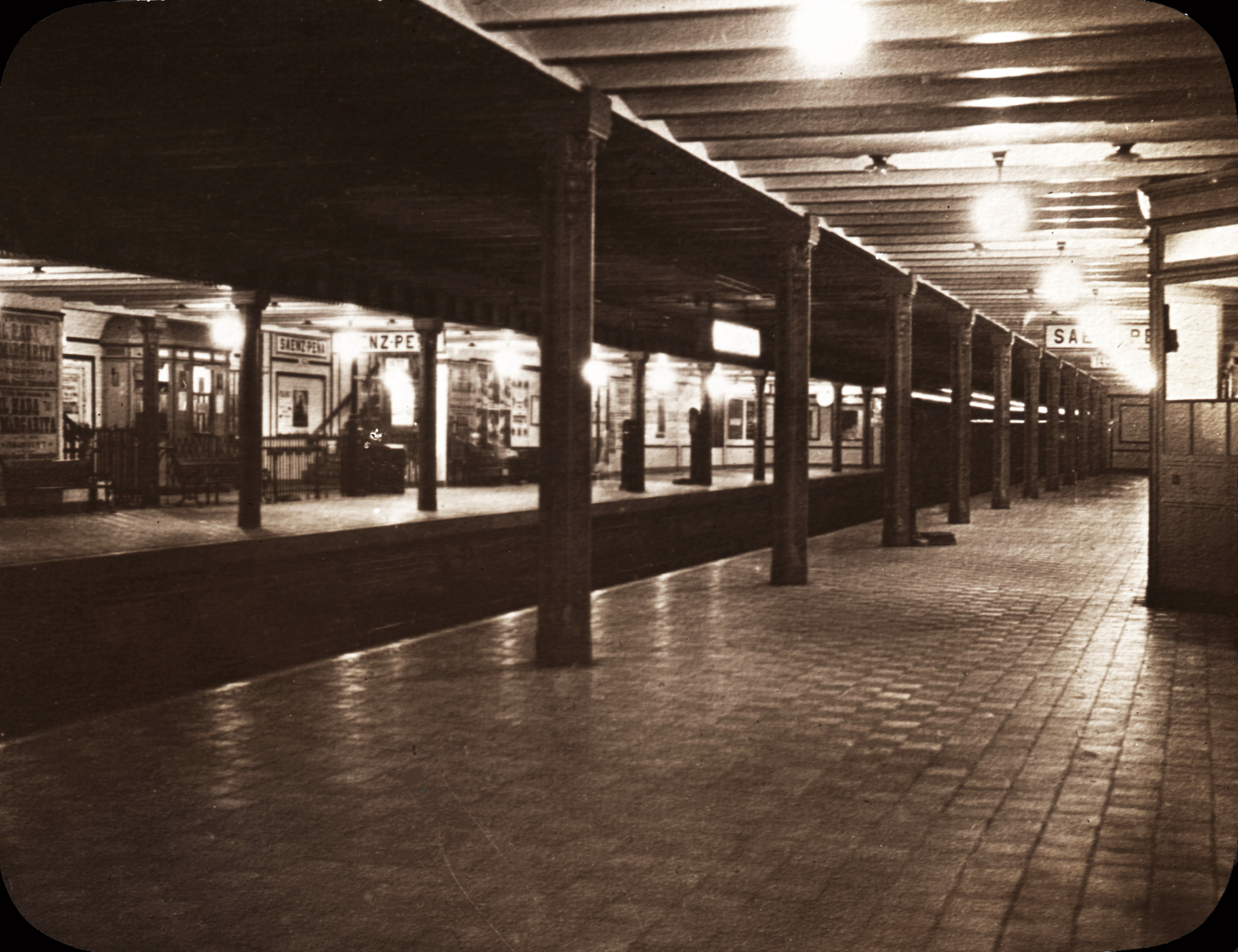
К году 1915
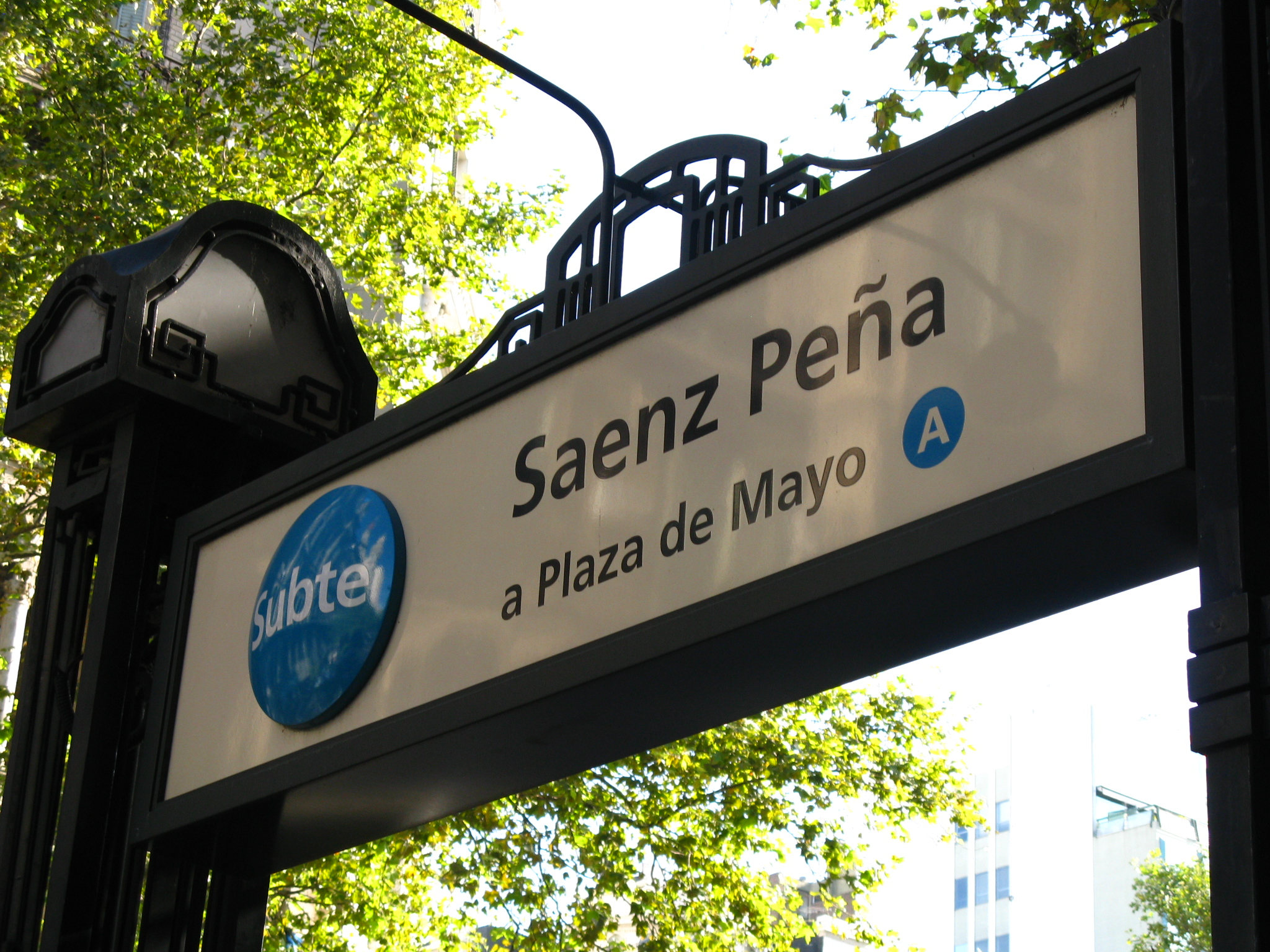
Название станции
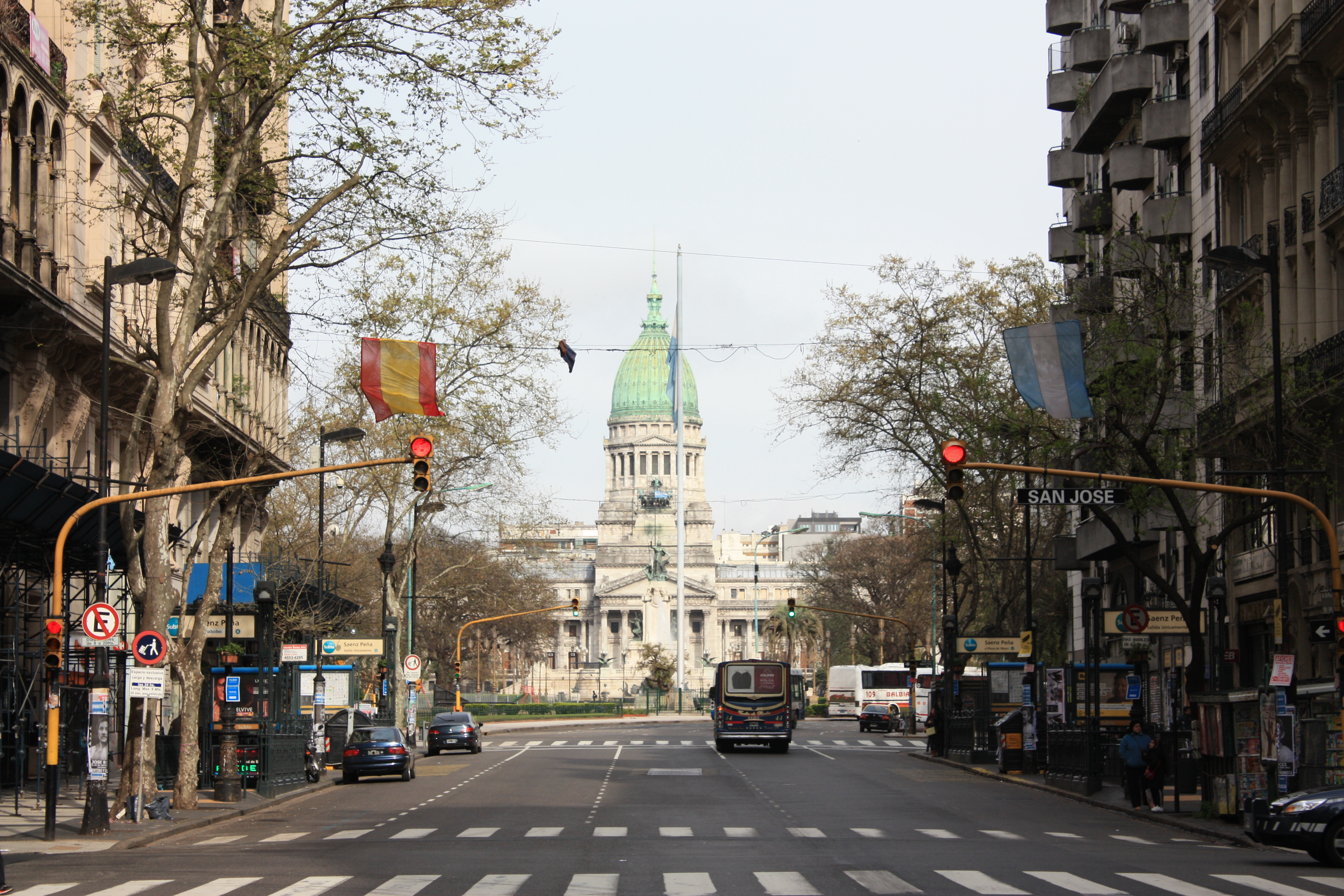
Вид на Конгресс
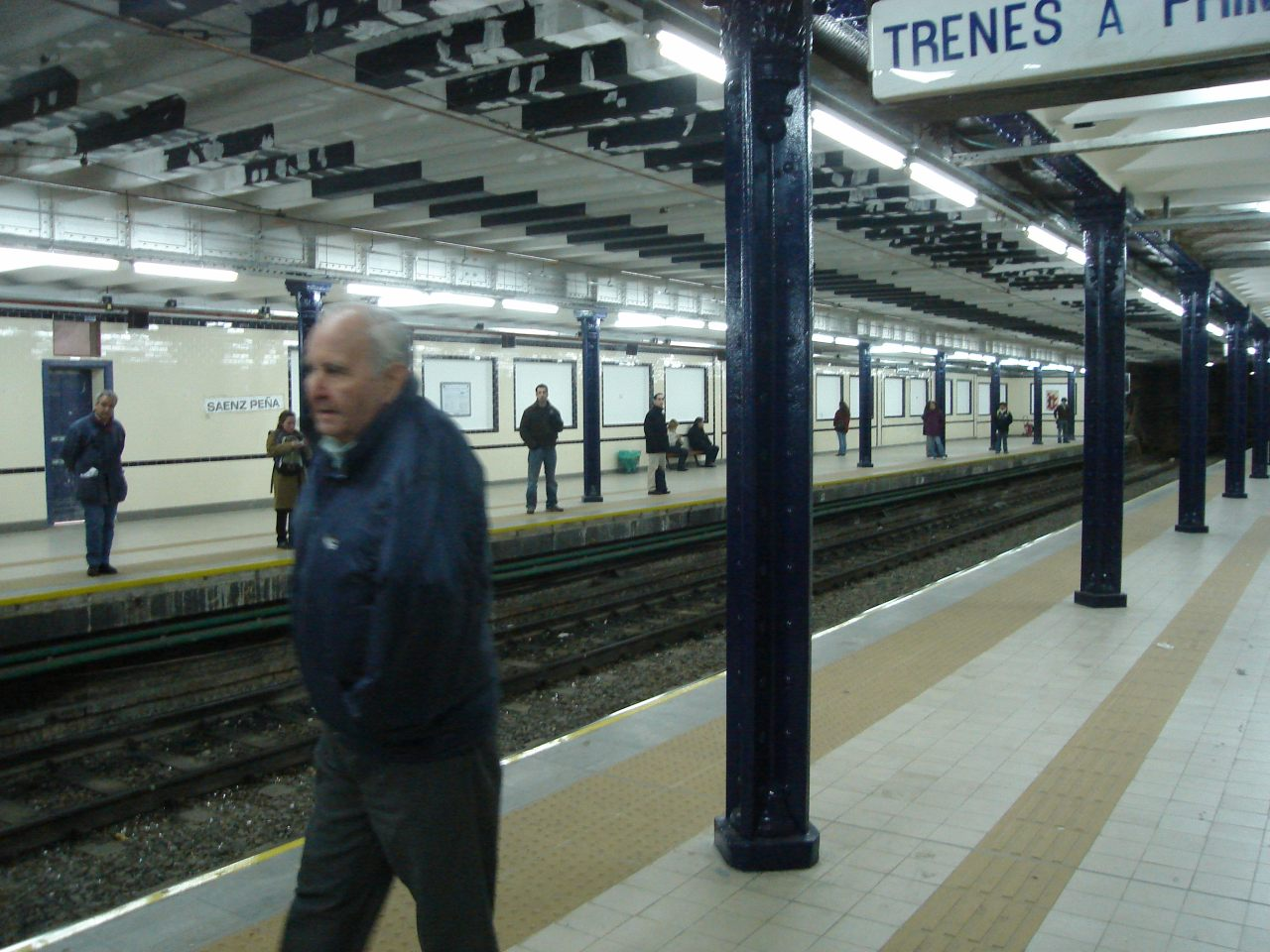
Платформы